# Traian Vuia
Traian Vuia (n. 17 august 1872, Surducu Mic, România – d. 3 septembrie 1950, București, România) a fost un inventator român, pionier al aviației mondiale. În data de 18 martie 1906, a realizat unul din primele zboruri autopropulsate (fără catapulte sau alte mijloace exterioare) cu un aparat mai greu decât aerul.

## Date biografice
Traian Vuia s-a născut în 1872 în satul Surducu Mic (parte a fostei comune Bujoru, astăzi Traian Vuia, județul Timiș) din (fostul comitat) Caraș-Severin, fost în Austro-Ungaria, în prezent în România. Părinții săi au fost preotul Simion Popescu și Ana Vuia; aceasta fiind cea de-a doua lui soție. A urmat cursurile primare la Bujor (azi Traian Vuia) și Făget. Între 1884 și 1892 a urmat Liceul Romano-Catolic din Lugoj. La Lugoj a petrecut mult timp în mijlocul familiei lui Coriolan Brediceanu, care-l va sfătui, ajuta și încuraja mai târziu în cariera sa.
Vuia dovedește de când urma cursurile primare, și apoi secundare, o atracție irezistibilă și o predilecție pentru mecanica aplicată și de fizică. La zece ani asistă la primele manifestări cu caracter aviatic, iar micul Vuia dezvoltă o pasiune pentru zmeie. El urmărește atent detaliile lor și încearcă să construiască altele mai perfecționate. Ajuns la liceu, Vuia își însușește noțiuni de fizică și mecanică și nu se mai mulțumește să construiască zmeie, ci încearcă să explice ce se petrece în jurul aparatului, forțele care acționează la lansarea și menținerea lui în aer, condițiile de echilibru etc. Voia să înțeleagă zborul și, mai ales, voia să mânuiască zmeie, să le facă a se mișca în văzduh după propriul gând. A absolvit Liceul Romano-Catolic din Lugoj cu calificativul „eminent”.
După bacalaureat, în 1892, Vuia s-a înscris la Politehnica din Budapesta. A urmat pentru un an cursurile Politehnicii, secția mecanică, la seral. Neavând destui bani, se va înscrie la Drept și va practica în birouri de avocatură din Banat pentru a-și putea asigura mijloacele de trai. Astfel o bună parte din studenția lui Vuia este deviată de la adevăratele lui aspirații și aptitudini. Tânărul reușește însă și în domeniul științelor juridice. La 6 mai 1901 Traian Vuia își ia doctoratul în Științe Juridice cu teza: „Militarism și industrialism, regimul de Status și contractus”.
După terminarea facultății Traian Vuia se întoarce la Lugoj. Aici continuă să studieze problema zborului uman și începe să-și construiască primul aparat de zbor, pe care-l numește aeroplan-automobil. Din cauza lipsurilor financiare, nu reușește să-și ducă la capăt proiectul și decide în schimb să plece la Paris, în iulie 1902. Vuia spera că aici va găsi pe cineva interesat să-i finanțeze proiectul, mai ales a pasionaților de aerostate însă s-a lovit de mult scepticism asupra ideii că o mașină zburătoare cu o densitate mai mare decât cea a aerului ar putea zbura. Vuia merge la Victor Tatin, un cunoscut teoretician  care construise în 1879 un model experimental de aeroplan. Tatin este imediat interesat de proiect dar încearcă și să-l convingă pe Vuia că nu este nimic de făcut pentru că-i lipsește un motor adecvat și este instabil. Vuia însă continuă să-și promoveze proiectul și-l trimite Academiei de Științe de la Paris pe 16 februarie, 1903, prezentând posibilitatea de a zbura cu un aparat de zbor mai greu decât aerul cât și procedura de decolare. Academia îi respinge proiectul cu motivația că ar fi prea utopic, cu mențiunea că:
Problema zborului cu un aparat care cântărește mai mult decât aerul nu poate fi rezolvată și nu este decât un vis.
În ciuda acestor obstacole, Vuia nu renunță la proiect și se înscrie pentru un brevet, acordat pe 17 august 1903 și publicat pe 16 octombrie 1903. Invenția brevetată se numește aeroplan automobil.
Traian Vuia a militat pentru unirea Transilvaniei cu România. La 4 august 1919 a fost inițiat, în loja masonică pariziană „Ernest Renan”, împreună cu Alexandru Vaida-Voievod și cu ceilalți membri ai delegației române participanți la Conferința de Pace de la Paris. 
Traian Vuia a fost socialist și a luptat în rezistența franceză în al doilea război mondial. Grav bolnav, Traian Vuia s-a întors în România în 1950, la invitația vechiului său prieten Petru Groza, primind pensie de la statul român, îngrijire medicală finanțată de stat și cazare plătită la Athénée Palace din București. Vuia însă a dorit să își petreacă ultimele clipe într-un cămin de bătrâni din Berceni, unde a decedat pe 3 septembrie 1950.

## Vuia I

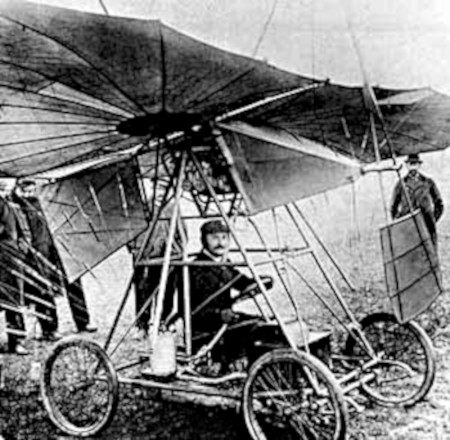
Avionul „Vuia I”
pe data 18 martie 1906

În ziua de 1 iulie 1902, el sosea la Paris, aducând în bagajele sale proiectul unui original „aeroplan-automobil”, conceput în perioada studenției, și macheta aferentă, realizată pe parcursul ultimelor douăsprezece luni. În iarna lui 1902/1903, Vuia începe construcția aparatului, perfecționând până în minime detalii planurile originale la care lucrase cu un an înainte la Lugoj. Se lovește din nou de probleme de natură financiară, dar reușește să le depășească, ajutat și de mentorul său Coriolan Brediceanu. În toamna lui 1904 începe să-și construiască și un motor, tot invenție personală. În 1904 obține un brevet pentru această invenție în Marea Britanie. Întreaga parte mecanică e terminată în februarie 1905. Aparatul este gata în decembrie, după ce i se montează motorul, și este numit Vuia I, poreclit Liliacul, din cauza formei sale. Avea prevăzută o greutate totală de 250 kg, o suprafață de susținere de 14 m² și un motor de 20 CP. Primele experimente au început în 1905, ca pe un automobil, cu aripile demontate, pentru a căpăta experiență în manevrarea lui.
Pe 18 martie 1906 la Montesson, lângă Paris, aparatul Vuia I a zburat pentru prima dată. După o accelerație pe o distanță de 50 de metri, aparatul s-a ridicat la o înălțime de aproape un metru, pe o distanță de 12 m, după care paletele elicei s-au oprit, iar avionul a aterizat.
Multe ziare din Franța, Statele Unite și Marea Britanie au scris despre primul om care a zburat cu un aparat mai greu decât aerul, echipat cu sisteme proprii de decolare, propulsie și aterizare. De atunci a fost scoasă în evidență și propagată ideea că Vuia a reușit cu aparatul său să decoleze de pe o suprafață plată, folosind numai mijloace proprii, "la bord", fără "ajutor extern" (pantă, cale ferată, catapultă, etc.). Totuși, au fost și mai există multe contradicții și dezbateri asupra definiției de primul aeroplan.
În continuare va mai breveta și construi diferite invenții, spre exemplu un generator de abur în 1925, sau două elicoptere între 1918 și 1922. La 3 septembrie 1950 se stinge din viață la București.

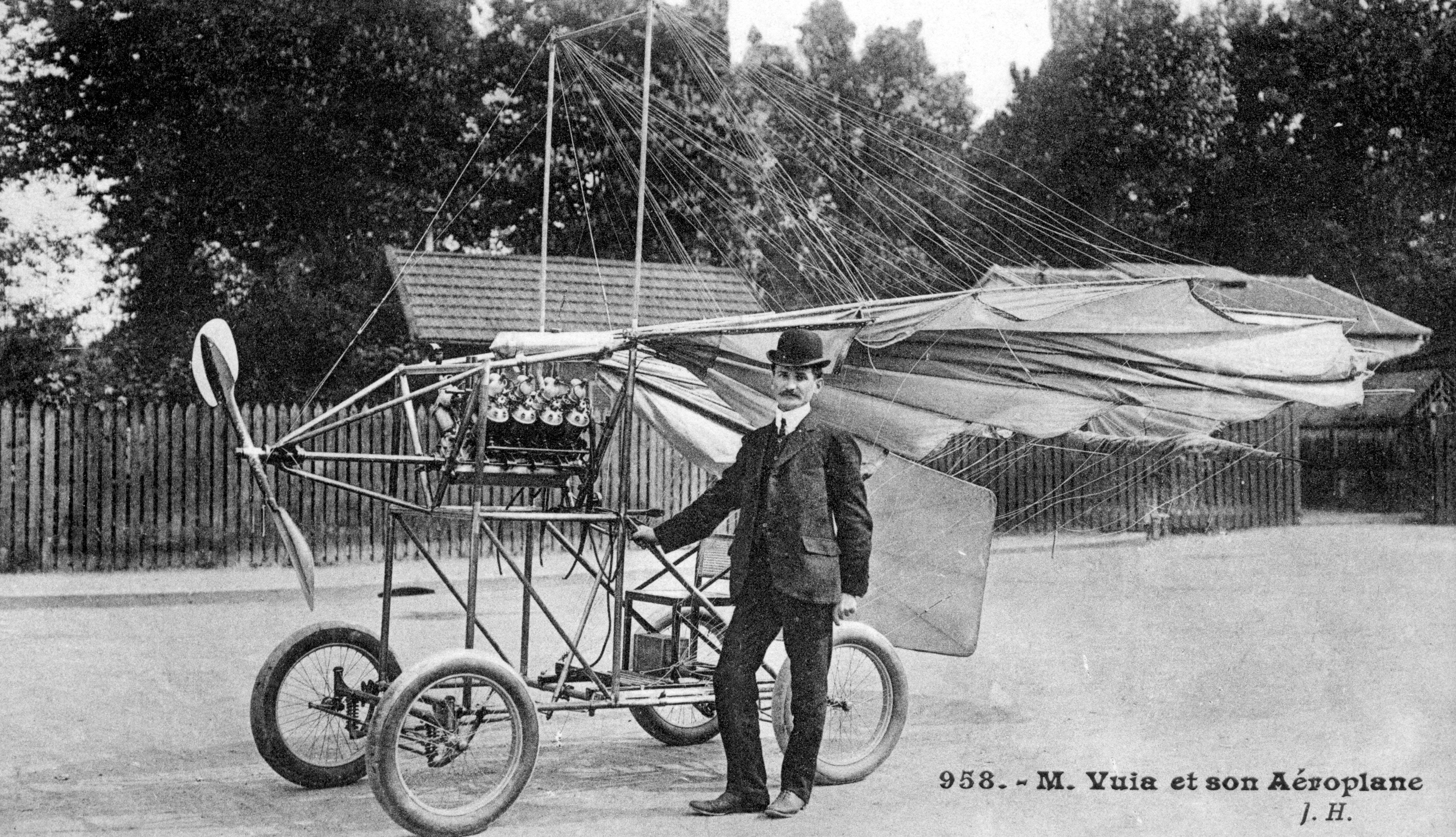
Carte poștală cu Vuia și avionul său „Vuia II”

A fost ales membru de onoare al Academiei Române, pe 27 mai 1946. 

Este înmormântat la cimitirul Bellu din București.

## In memoriam
- Aeroportul internațional din Timișoara poartă numele Traian Vuia.
- În fața Aeroportului Internațional Traian Vuia din Timișoara este amplasată macheta aeroplanului Vuia 1, la scara 1:1, realizată de către Fundația Academică Culturală Timișoara.[16]
- În ziua de 14 septembrie 2013, la Montesson, autoritățile franceze locale au dezvelit o placă în memoria lui Traian Vuia.[17]
- Liceul ”Traian Vuia” din Craiova îi poartă numele[18].